# Cephalocyclus bordati
Cephalocyclus bordati är en skalbaggsart som beskrevs av Dellacasa, Dellacasa och Gordon 2007. Cephalocyclus bordati ingår i släktet Cephalocyclus och familjen Aphodiidae. Inga underarter finns listade.